# Haquetía
Haquetía o jaquetía (en letra hebrea usada también en ladino, חכיתיה) es el particular dialecto del norte de Marruecos, del idioma judeoespañol que hablan los judíos sefardíes de la zona, a veces conocida como Djudeo Spañol o Lashon Oksidental (‘habla occidental’). Sus denominaciones y ortografías son vacilantes: haketía, haketilla, haquitía, jakitía, jaquetilla, haketiya, haketiyya, hakitiya, jaquetía.
Aunque la palabra ladino suele considerarse en muchos aspectos un sinónimo del término judeoespañol, la Academia Nacional del Judeoespañol lo considera un grupo de dialectos distinto, dividiendo el judeoespañol en dos grupos: el ladino y la haquetía. Es además la forma del judeoespañol que más se ha alejado del idioma español, con un mayor número de préstamos de vocablos de origen norafricano.

## Etimología
La etimología de la palabra Haquetía es discutida. La teoría más plausible y aceptada por la mayoría de los lingüistas consiste en un derivado de la raíz árabe del verbo haka, حكى (decir, hablar, narrar), a la que se unió una terminación castellana. De ahí que en árabe se escribe el nombre del idioma حكيتية.
Otra teoría sostiene que proviene de haquito, apócope de Ishaquito, diminutivo de Ishac (Isaac), nombre muy común entre los judíos de España. Sería, pues, el idioma de los haquitos, como se denominaba habitualmente a los miembros de la comunidad judía en la península ibérica (Sefarad, en hebreo). Sin embargo, no existen indicios que corroboren esta hipótesis.

## Origen
Este dialecto posee un triple fundamento: el castellano del siglo XV, los hebraísmos y los arabismos utilizados en España y Portugal. Hay referencias según las cuales el castellano hablado por los judíos antes de la expulsión en España era diferente al que hablaban los cristianos. [cita requerida] Los expulsados de la península ibérica en 1492 se fueron asentando, radicando y formando comunidades en diferentes lugares del norte de Marruecos: Casablanca, Tánger, Tetuán, Xauen, Arcila, Alcazarquivir, Larache, y fueron añadiendo arabismos a la base hispanohebraica de ese dialecto, además de los arabismos que ya se habían incorporado en España. Algunos hablantes de haquetía emigraron a lugares más al sur de Marruecos como Sidi Ifni.
Pero previamente a la expulsión de los judíos de España ya había en Marruecos una población judía: los toshabim (residentes), cuya lengua era el árabe o bereber, dependiendo de las regiones en que habitaban, y el hebreo utilizado en las ceremonias religiosas. Con la llegada de los expulsados, los megorashim, la población se fusionó y creció considerablemente, gracias a los aportes que estos hicieron en cuanto a sus conocimientos intelectuales, religiosos (especialmente en estudios talmúdicos), sus cuentos, refranes, romances, sus tradiciones culinarias, su literatura específica, sus tradiciones sefaradíes y su bagaje lingüístico, desconocido hasta ese momento por los locales. Los judíos del norte de Marruecos utilizaban la haquetía, usada para comunicarse con sus familiares, con sus amigos y vecinos, así como en sus relaciones comerciales con otros judíos de origen sefardí. En cambio emplearon el árabe o bereber para entenderse con los habitantes nativos de la región, incluidos los judíos autóctonos (que con el tiempo se asimilarían en las comunidades sefardíes, también lingüísticamente).
La utilización de varios idiomas a la perfección (el español, el hebreo, el árabe, el bereber y su haquetía) facilitó el establecimiento de un vínculo estrecho de los expulsados con el resto de los miembros de la sociedad a la que arribaron.

## Entonación
Se dice que la haquetía tiene una entonación musical que algunos denominan “música del habla”, que la distingue por sobre cualquier otra lengua o forma de expresión oral. En ocasiones, para las actividades comerciales predomina el tono árabe y, en otras, el tono rabínico que se utiliza en estudios talmúdicos y en la comunicación entre judíos. En este sentido, la haquetía tiene un ritmo que se marca por las subidas y bajadas de voz y también por la velocidad de las frases, que tiene relación directa con el alargamiento de las sílabas de cada una de las palabras empleadas. De esta forma también se observa una tendencia a curvas ascendentes en la entonación de la persona que la habla y, a veces, estos cambios se relacionan con el modo interrogativo que tiende a expresarse, y con el sentido de lo que está diciendo.

## Influencias modernas
La haquetía tiene la particularidad de que sus expresiones siempre se relacionan con imágenes de la vida cotidiana, la emoción y también la vehemencia. Por este motivo es que se observa continuamente el uso de bendiciones para expresar el afecto, amor, amistad, dirigidas a todas las personas muy queridas, pero también es frecuente el uso de una variedad de maldiciones (baldiciones), a veces humorísticas y otras no tanto. 
A partir de fines del siglo XVIII, comenzó muy lentamente la emigración hacia América Latina. En ocasión de la guerra entre Marruecos y España en 1860, se produce la primera gran ola emigratoria que prosiguió con regularidad hasta 1914, víspera de la Primera Guerra Mundial. Se reanudó en 1918 hasta 1939 y luego en 1956 por la inestabilidad causada por las luchas por la independencia de Marruecos. Hubo un fenómeno importante a partir del año 1860 y es que se produjo una mayor hispanización de la haquetía, a tal punto que se perdió el sentido de hablar en un idioma diferente. En 1862, con la creación de la primera Alianza Israelita en Tetuán, que más tarde se instaló en casi todas las ciudades de Marruecos, y posteriormente en el siglo XX con la ocupación de Francia, se genera otro fenómeno paralelo en algunas ciudades, especialmente en Tánger y es que se comienza a dejar de usar la haquetía en las conversaciones sociales, comerciales y hasta en las familiares, para tomar el francés como idioma. Este proceso fue paulatino, a tal punto que poco a poco se fue abandonando la haquetía. Algunos comenzaron a considerarla como una forma de expresión de los iletrados, de los incultos, de los atrasados, como una lengua vulgar, lo que produjo fuertes barreras sociales entre los que sí la hablaban y los que negaban conocerla, aún sabiendo que es parte de su cultura, de su pasado.

## Preservación
Aunque algunos sostienen que hoy en día está en peligro de extinción, en las últimas décadas se evidencia en algunos países el estudio, uso y preservación de la haquetía deseando un “retorno” a este idioma como símbolo representativo de identidad. La haquetía fue esencialmente una lengua oral, lo que significa que hasta hace poco tiempo no había dejado documentación escrita. En la actualidad testimonian su interés por este dialecto muchos investigadores y filólogos. Para mencionar algunos: José Benoliel, que fue el precursor de este tipo de estudios y quien escribió el primer diccionario de haquetía, publicado en 1977 (40 años después de su fallecimiento), Manuel Alvar, Jacob Hassan, Larrea Palacín, Josef Martínez Ruiz, Haïm Vidal Séphiha, Alegría Bendayán de Bendelac, Ana Benarroch, Isaac Benharroch, Yaakov Bentolila y Nina Pinto-Abecasis. En diciembre de 2022, se publica "El Prencipito", la traducción realizada por Alicia Sisso Raz a la haketía de Le Petit Prince, de Antoine de Saint-Exupéry.

## Algunos ejemplos del vocabulario
- A lema'an Hashem Bbaruj Hu - ¡Por el amor de Dios!
- 'Ada - Tradición, costumbre.
- Adafina - Guiso judeomarroquí de carne, usualmente de vaca.
- Adolo - A dónde.
- Hadrear - Hablar, charlar.
- Ain hara - Mal de ojo.
- Aiwa - ¿Qué tal? ¿qué pasa? ¿entonces qué?
- Hshuma o Eh-shuma - Vergüenza.
- Alboronía o almoronía - Plato judeomarroquí hecho con berenjenas, cebollas y pollo.
- Arián - Desnudo, pobre.
- Así mos kedemos - Que siempre estemos bien como ahora.
- Así kedes tu - Dios te cuide.
- Äyana - Bicho de la familia de los saltamontes. Persona inquieta.
- Azno - Burro. Tonto.
- Awed - Otra vez.
- Berajá se te haga - Que te aproveche. En el caso de comer, buen provecho.
- Ba'adá - Primeramente. Al menos.
- Bienmesabe - Plato Montado, Pastel de merengue. Torta esponjosa dulce.
- Boril - del esp. buril, pincho. Fastidio, fastidioso.
- Caído de mazal, demudado del mazal, enfollinado del mazal, kefreado del mazal - Todos significan "mala suerte".
- Qash'ear o qash'ar - Ver, mirar. Entender.
- Castilla - España.
- Chalao - Loco.
- Charmila - Salsa escabeche.
- Cocho - Guisado, cocho, cocinado.
- Darbeado - Loco.
- De las castas se traen las reinas - De tal palo, tal astilla.
- Dembaĵo - Espíritu maligno.
- Dichoso, desdichado - Con suerte, sin suerte.
- Dulce lo vivas - Agradecimiento a quien te ofrece algo dulce. No es igual "Dulce lo vivas" que "Vivan los dulces"
- Echar - Dormir.
- El Dio te 'hadee de malos caminos - "Que Dios te proteja".
- (El) Semitbaráj - Dios.
- Endiamantado - Muy bueno.
- Ensalada Cocha - Ensalada típica de pimientos asados rojos o verdes en salsa de tomate.
- Entortarse - Cambiar de estado de ánimo para mal.
- Esso no hamlea a nadie - A este no le gusta nadie.
- Estar em Alef Bet - Estoy empezando.
- Fetnear - Darse cuenta.
- Ferazmal - Fuera del mal, dícese a alguien apreciado.
- Fijjuelas - Hojuelas. Galletas típicas.
- Guezerá - Calamidad.
- Guezerá negra - Tragedia, una calamidad muy grande.
- Gial - Guapo.
- Golor - Olor.
- Guo por ti se haga! - ¡Maldito!
- Hacer kabod - Honrar.
- Hamaka - Loco.
- Jarduar, arrevolver - Mezclar, revolver, confundir.
- Hazimazal - Sin suerte.
- Hechos güenos se te hagan - Te pase todo lo bueno. Agradecimiento al que te hace un favor
- Qadear - Acabar. Terminar.
- 'Halampear - Robar.
- Qalek que... - Te dice que...
- 'Hal-luf - Cerdo, en el sentido de gordo.
- Janona - Narizota.
- 'Hamor, - Burro, inútil.
- Jará - Mierda.
- 'Harbe - Trasto, objeto. Perol.
- Jarrear - Heces, defecar (palabra tabú), hacer mierda.
- Jaslá - Porquería, mala calidad.
- Jammear - Pensar.
- Jawear - Hacer el amor (Tabú).
- Halkeado - Muy cansado.
- 'HoZmin - un excremento
- Kefseada - Nada buena, aburrida (una fiesta), rota.
- Kefsear - Dañar, malo.
- Laister - Dios proteja.
- Maklear - Comer.
- Magrear - Acariciar con erotismo.
- Refua - Curarse de una enfermedad
- Manzía - Lástima.
- Matenat Yadó - "Con lo que puedas colaborar".
- Matté - Pene, palo, garrote.
- Me telfei el camino - Me equivoqué de camino.
- Me'ará - Cementerio.
- Meherra - Avaro.
- Mejorado para los tuyos - Buen deseo en una Simjá.
- Mejorado ciento viente años - Que vivas hasta los ciento veinte años (como el Moshé Rabenu).
- Meldar - Rezar, estudiar.
- Mel-ok - Gafe, desgraciado, sin suerte.
- Meollo - Cabeza, cerebro.
- Meshear - Caminar, hacer caminar.
- Mesheando en tiempo - Perdiendo el tiempo.
- Meskin(a) - Pobre. !Pobrecito!
- Me vaya capara por ti - Daría mi vida por ti
- No (es) 'Hobá - No hace falta.
- Nayamal - No haya mal.
- No me da el meollo - No me da la cabeza (el cerebro).
- ¡No sepamos del mal! - "¡Que estemos protegidos contra el mal!"
- Onde se arremató el sol - Donde se pone el sol, en el fin del horizonte (queriendo decir "lejos").
- Oriza - Guiso típico sabático que contiene trigo, carne, cabezas de ajos y papas o patatas.
- Paitan - Cantor de cantos litúrgicos.
- Pitnear - Cantar piyutim.
- Pescado cocho - Pescado guisado a la manera marroquí.
- Preto mazal - Mala suerte. Suerte negra.
- Quebrar o cortar el taanit - Romper el ayuno.
- Rabí Shimón! - Exclamación invocando el nombre del Santo Rabbi Shim'on!".
- Ra'Hlear - Mudarse, irse.
- Refuá shelemá - Que te cures.
- Sajén(á) - Vecino. Gentil.
- Safón, safonear - Pedo, peerse (tabú).
- Se te kefsee el mazal - Tengas mala suerte.
- Selkear - Transigir.
- Shaäta - Lluvia muy fuerte.
- Shaqor, Shaqorá - Persona prepotente.
- Sharfo - Anciano.
- Shel-lear - Beber, ponerse ciego.
- Shenfearse - Sentir un miedo supersticioso ante algo lúgubre.
- Shufear - Mirar.
- Sote(a)(illo)(illa) - Tonto(a).
- ¡Su boca en la 'Hojjera! - Que lo que diga vaya al wáter
- Sua - Culo.
- Tarnón - Tonto.
- Tarsha - Bofetada.
- Tre'ha - Paliza.
- Trocado - Cambiado (término despectivo).
- Xaxo - Vagina (tabú).
- Beemet - Verdad.
- Vive onde se arremató el sol - Vive muy lejos.
- Ya que estás ai, kadmei y merkí - Ya que estás ahí, ayúdate.
- Walu - Cero, nada.
- Za'ama - Como si...
- Zamel - Homosexual.
- Zorear - Rezar en la tumba de un Zadik.